# Daniel Baran
Daniel Baran (ur. 14 października 1983 w Elblągu) – polski piłkarz, piłkarz plażowy, reprezentant Polski, zawodnik Futsal & Beach Soccer Kolbudy.
Przygodę z beach soccerem Daniel Baran rozpoczął w 2005 roku w elbląskiej drużynie Elwo Etna. Pięć lat później dostał ofertę z drużyny Vacu Activ Słupsk. Pod dwóch sezonach gry w Słupsku Baran przeniósł się do Grembacha Łódź. W sezonach 2013, 2016, 2017 reprezentował łódzką drużynę na Euro Winners Cup – odpowiednikowi Ligi Mistrzów na plaży. W latach 2018–2019 zawodnik reprezentował gdańską Bocę, gdzie w 2019 występował na Euro Winners Cup.